# Jnan El Ouard
Jnan El Ouard est l'un des six arrondissements de la ville de Fès, elle-même située au sein de la préfecture de Fès, dans la région de Fès-Meknès. 
Cet arrondissement a connu, de 1994 à 2004 (années des derniers recensements), une hausse de population, passant de 154 691 à 174 226 habitants.